# Rudolf Deng Majak
Rudolf Deng Majak (1. listopadu 1940 Akwac, Súdán – 6. března 2017 Siegburg, Německo) byl jihosúdánský duchovní a římskokatolický biskup ve Wau.

## Život
Pokřtěn byl 20. února 1955 a 20. listopadu 1970 přijal svátost kněžského svěcení pro diecézi Rumbek. 12. dubna 1992 jmenován apoštolským administrátorem Wau.
2. listopadu 1995 ho papež Jan Pavel II. jmenoval biskupem ve Wau. Apoštolský pronuncius v Súdánu, arcibiskup Erwin Josef Ender, ho 11. února 1996 vysvětil na biskupa. Spolusvětiteli byli arcibiskup z Juby Paulino Lukudu Loro MCCJ a jeho předchůdce Joseph Bilal Nyekindi.
Byl rektorem Katolické univerzity v Jižním Súdánu, založené v roce 2008. Jako předseda Súdánské biskupské konference se na podzim 2009 zúčastnil zvláštního shromáždění biskupské synody pro Afriku.